# Epictia vellardi
Epictia vellardi — вид змій родини струнких сліпунів (Leptotyphlopidae). Ендемік Аргентини. Вид названий на честь французького герпетолога Жеана Альберта Велларда.

## Поширення й екологія
Epictia vellardi мешкають у провінціях Формоса й Чако на півночі Аргентини. Вони живуть у саванах Гран-Чако.